# Ricardo Antonio Tobón Restrepo
Ricardo Antonio Tobón Restrepo (Ituango, 8 maggio 1951) è un arcivescovo cattolico e teologo colombiano, attuale arcivescovo di Medellín.

## Biografia
Compiuti i primi studi a Ituango, affronta gli studi ginnasiali nel Seminario Conciliare Santo Tomás de Aquino della sua diocesi di origine ed i corsi istituzionali di filosofia e teologia nella stessa sede.
Il 21 novembre 1975 è ordinato presbitero nella cattedrale della diocesi di Santa Rosa de Osos ed è incardinato nel clero diocesano.
Ottiene il dottorato in filosofia alla Pontificia Università Gregoriana di Roma (1985-1989). Al ritorno in Colombia, è formatore e professore del Seminario Diocesano Santo Tomás di Aquino di Santa Rosa de Osos (1989-92).
Il 25 aprile 2003 papa Giovanni Paolo II lo nomina vescovo di Sonsón-Rionegro. Riceve l'ordinazione episcopale il 14 giugno 2003.
Il 16 febbraio 2010 papa Benedetto XVI lo nomina arcivescovo di Medellín, sede della quale prende possesso canonico l'8 maggio 2010, giorno del suo cinquantanovesimo compleanno.
Il 18 settembre 2012 è nominato padre sinodale della XIII Assemblea Generale Ordinaria del Sinodo dei Vescovi.

## Genealogia episcopale e successione apostolica
La genealogia episcopale è:
- Cardinale Scipione Rebiba
- Cardinale Giulio Antonio Santori
- Cardinale Girolamo Bernerio, O.P.
- Arcivescovo Galeazzo Sanvitale
- Cardinale Ludovico Ludovisi
- Cardinale Luigi Caetani
- Cardinale Ulderico Carpegna
- Cardinale Paluzzo Paluzzi Altieri degli Albertoni
- Papa Benedetto XIII
- Papa Benedetto XIV
- Papa Clemente XIII
- Cardinale Enrico Benedetto Stuart
- Papa Leone XII
- Cardinale Chiarissimo Falconieri Mellini
- Cardinale Camillo Di Pietro
- Cardinale Mieczysław Halka Ledóchowski
- Cardinale Jan Maurycy Paweł Puzyna de Kosielsko
- Arcivescovo Józef Bilczewski
- Arcivescovo Bolesław Twardowski
- Arcivescovo Eugeniusz Baziak
- Papa Giovanni Paolo II
- Cardinale Beniamino Stella
- Arcivescovo Ricardo Antonio Tobón Restrepo

La successione apostolica è:
- Vescovo Hugo Alberto Torres Marín (2011)
- Vescovo Edgar Aristizábal Quintero (2011)
- Vescovo Elkin Fernando Álvarez Botero (2012)
- Vescovo Luis Albeiro Maldonado Monsalve (2015)
- Vescovo José Mauricio Vélez García (2017)